# Daniel Juslenius
Daniel Juslenius, född 10 juni 1676 i Raukka prästgård i Virmo socken, Egentliga Finland , död 17 juli 1752 i biskopshemmet Brunsbo, Skara socken i Västergötland, var en svensk biskop och författare. Han är begravd i Skånings-Åsaka kyrka.

## Biografi
Föräldrar var kyrkoherden (kaplan vid födseln) Daniel Juslenius och Barbara Göös. Släktnamnet Juslenius är antaget efter Jusela by. Juslenius var gift första gången 1707 med Hedvig Katarina Lundberg (död 1729) och andra gången 1730 med Katarina Schultz. Den senare hustrun överlevde maken och återvände till Finland som änka. Hon dog 69 år gammal av lungsot år 1775 på Hovgård i Ingå i Nyland och begravdes där 15 september 1775.

## Ungdomssåren
Juslenius blev med goda kunskaper student vid 15 års ålder i Åbo 1691. Men då hans tidigt bortgångna föräldrar lämnat honom utan alla tillgångar, måste han vid tjugo års ålder under de svåra nödåren 1696 och 1697 avbryta sina studier och för att livnära sig segla i två år som matros på sin brors skuta mellan Nystad och Riga.

## Aboa vetus et nova– disputationen 1700
Efter det Juslenius ytterligare under ett par år ägnat sig åt studier i Åbo, utgav han 1700 som disputation vid Kungliga Akademien i Åbo, ett arbete, som med ens gjorde honom känd, Aboa vetus et nova (Gamla och nya Åbo). Juslenius närmaste förebild för avhandlingen var Wexionius-Gyldenstolpes geografisk-politisk-historiska beskrivning över Sveriges rike, men även Olof Rudbecks Atlantica och Johan Paulinus Lillienstedts dikt på grekisk hexameter till Finlands ära, utgiven 1678.
En stor del av Juslenius disputation faller utom ramarna, då han i tävlan med Rudbeck, drygt 20 år efter att dennes verk utkommit, framställer finnarna som ett urgammalt kulturfolk, som utfört lysande bragder och utsträckt sitt välde över stora delar av Europa. Finland och dess invånare förhärligas. Juslenius källor är bland annat de norska konungasagorna och Sveriges äldsta historieskrivare. I verket beskriver Juslenius också dom finska ryttare i det 30-åriga kriget som han kallar för "hakkapeliter" vilket han säger kommer från deras stridsrop "hakkaa päälle" (översätts ofta som "hugg på"). I det samtida materialet nämns "hakkapeliter" ytterst sällan. Dessa hakkapeliter nämns helt enkelt som "ryttare/Finska ryttare", alternativt beskrivs dom med deras befäls namn "Stålhandskes ryttare" till exempel. För övrigt är djärva etymologier hans vägvisare, då han etymologiskt anser att den danska ön Fyen är finnarnas land. Då finnarna är identiska med vandalerna, blir Andalusien i Spanien ett av deras områden. Juhoner och Mattiaker, folkstammar i Hessen, har enligt samma tänkesätt, namn som troligtvis härleder från de finska namnen Juho och Matti.
De delar av disputationen som berör Åbo är dock mycket värdefulla för eftervärlden. Han beskriver väl Åbo stad och dess omgivningar, samt lämnar fylliga upplysningar om stadens styrelse och dess ämbetsverk, om kyrkan och akademin, om handel och näringar, skatter med mera. De historiska händelserna från kristendomens införande till författarens egen tid behandlas ytligt, och inte alltid helt korrekt, men notiserna om Åbo stads öden är fylliga och beaktansvärda, förutom där han överdrivet berömmer det som han ansåg vara sina hjärtesaker, såsom Kungliga Akademien i Åbo där studierna bedrevs så grundligt som någonstädes, ehuru det bestrides av avundsamma utlänningar, som ej kunna förmå sig att fälla ett rättvist omdöme om det som hör Sverige till.

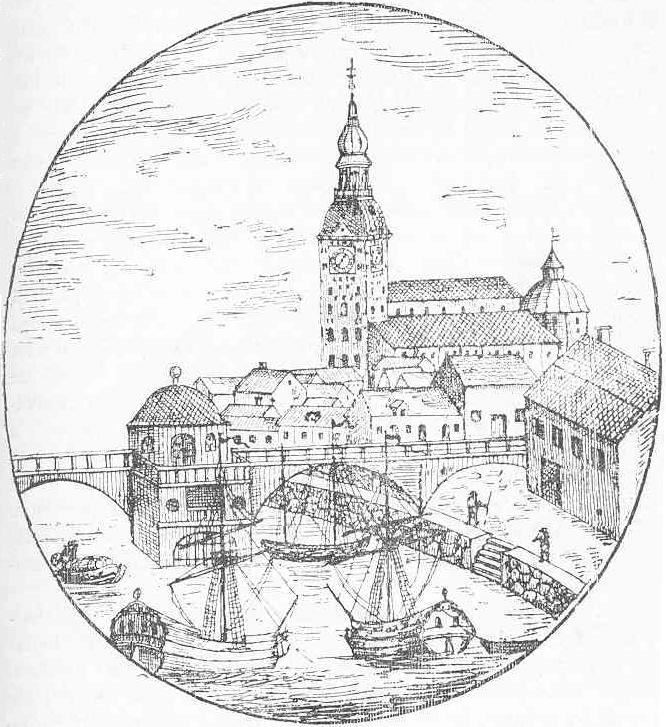
Åbo stad på 1700-talet.

Avhandlingen blev på många sätt en förebild för de många disputationer över städer, som utkom under frihetstiden. Aboa vetus et nova framkallade stor förtjusning hos samtiden, och med sina intressanta meddelanden, sin naivitet och sin starka patriotism fängslar avhandlingen även en nutida läsare. Delar som berör det finska språket, om gamla kulturord i finskan och om runopoesin har intresserat efterkommande forskare. Skriven som den var på latin, utgavs den i svensk översättning av R. F. Rabbe i tidskriften Suomi 1841, och en finsk översättning publicerades 1929 av Erik Ahlman i en typografiskt praktfull upplaga. Finska litteratursällskapet utgav 2005 en nyöversättning av Aboa vetus et nova, vars finska del har översatts av Tuomo Seppälä-Pekkanen och Virpi Pekkanen, svenska del av Frans Johan Rabbe och Laura Mattsson och den engelska av Gerard McAlester (ISBN 951-746-743-5).

## Tiden i Åbo före Stora ofreden
De första två åren av 1700-talet var Juslenius bosatt i Stockholm, anställd som lärare för statssekreteraren Samuel Åkerhielms söner. 1702 återkom Juslenius till Åbo och blev vicesekreterare vid akademin. Han fick dessutom tjänst hos biskop Johannes Gezelius d.y., som lärare för dennes unge son Johannes Gezelius den yngste. Gezelius arbetade under denna med utgivandet av det Gezelianska bibelverket och Juslenius blev delaktig. Han kommenterade flera av Gamla Testamentets böcker och gjorde det så bra, att Gezelius inte behövde göra många ändringar. 1703 promoverades Juslenius till magister och erhöll lagerkransen med första hedersrummet. Disputationen hette denna gång Vindiciae Fennorum. Det är en fördjupning av det han i Aboa vetus et nova skrivit om Finlands natur och folkets egenskaper. Skriften är överdrivet lovprisande och lämnar lite bidrag till kännedomen av Finlands natur och det finska folkets seder och levnadssätt. Vindiciae Fennorum rönte dock uppmärksamhet i samtiden och blev 1728 avtryckt i Nettelbladts Schwedische Bibliothec.

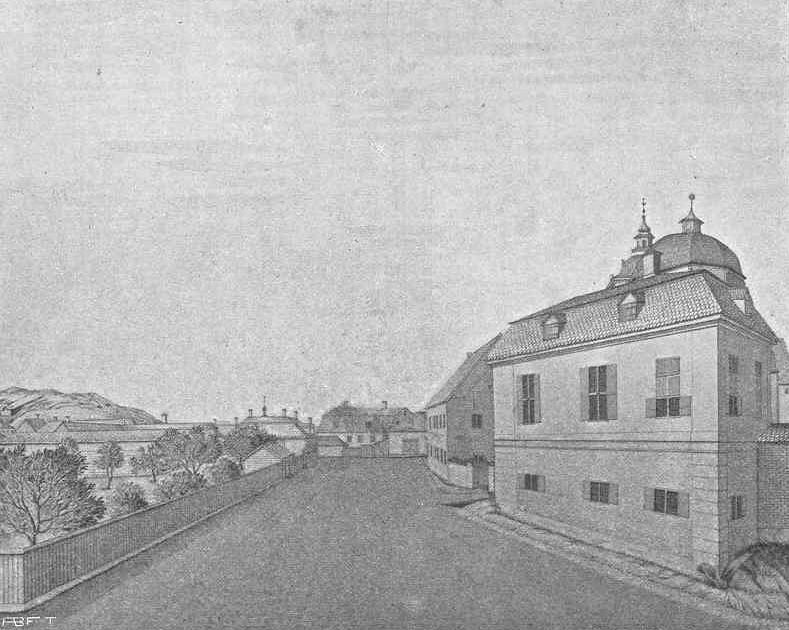
Akademitorget i Åbo på 1700-talet.

Juslenius blev 1705 adjunkt vid filosofiska fakulteten och utgav samma år en disputation med titeln Ratio in assensum divinae veritatis revelatae deducta de Mediatore inter Deum et hominem. Han ansåg att den ortodoxa läran om Kristus som förmedlare mellan Gud och människan var förnuftsenlig och detta ville han med disputationen bevisa. Det var särskilt den katolske författaren och prelaten David Huets framställning om förnuftets bruk i trossaker som påverkat Juslenius uppfattning. Avhandlingen ansågs för mycket prisa förnuftet, och Juslenius hade vid tjänsteansökningar problem av detta författarskap. Senare i livet, då han hade övergått till en mer sträng ortodoxi, förstörde Juslenius alla exemplar av arbetet som han kunde komma över. 1707 fick han tjänsten som akademisekreterare och skötte denna tjänst med nit och skicklighet. 
Juslenius befordrades till linguarum professor – professor i österländska språk – vid samma lärosäte hösten 1712, efter att ha varit i första förslagsrummet. Han tillträdde sitt ämbete med talet De convenientia linguæ fennicæ cum hebræa et græca, som handlade om finskans överensstämmelse med hebreiskan och grekiskan.
Juslenius menade att finskan hörde till de ursprungliga språk, som vid den babyloniska förbistringen utgått från hebreiskan. Genom att fritt jämföra ord med samma betydelse i de båda språken kom han till det resultatet, att omkring 500 finska ord härstammade från hebreiskan. Han jämförde även dessa båda språks egenhet att använda suffix och den i hebréernas och finnarnas poesi förekommande parallellismen. Likheten mellan finskan och grekiskan härledde han från den omständigheten, att finnar och greker i en avlägsen forntid stått i nära beröring med varandra. I flera fall vill Juslenius inte avgöra, vilketdera språket som varit det långivande. Framställningen kan te sig lite tokig idag, men till hans försvar kan sägas att Juslenius hade goda iakttagelser beträffande finskans språkbyggnad, att han hade sinne för språkliga iakttagelser. Året därefter flydde Juslenius med hustru och barn de infallande ryssarna och begav sig till Sverige under Stora ofreden.

## Flyktingåren i Sverige 1713–1722

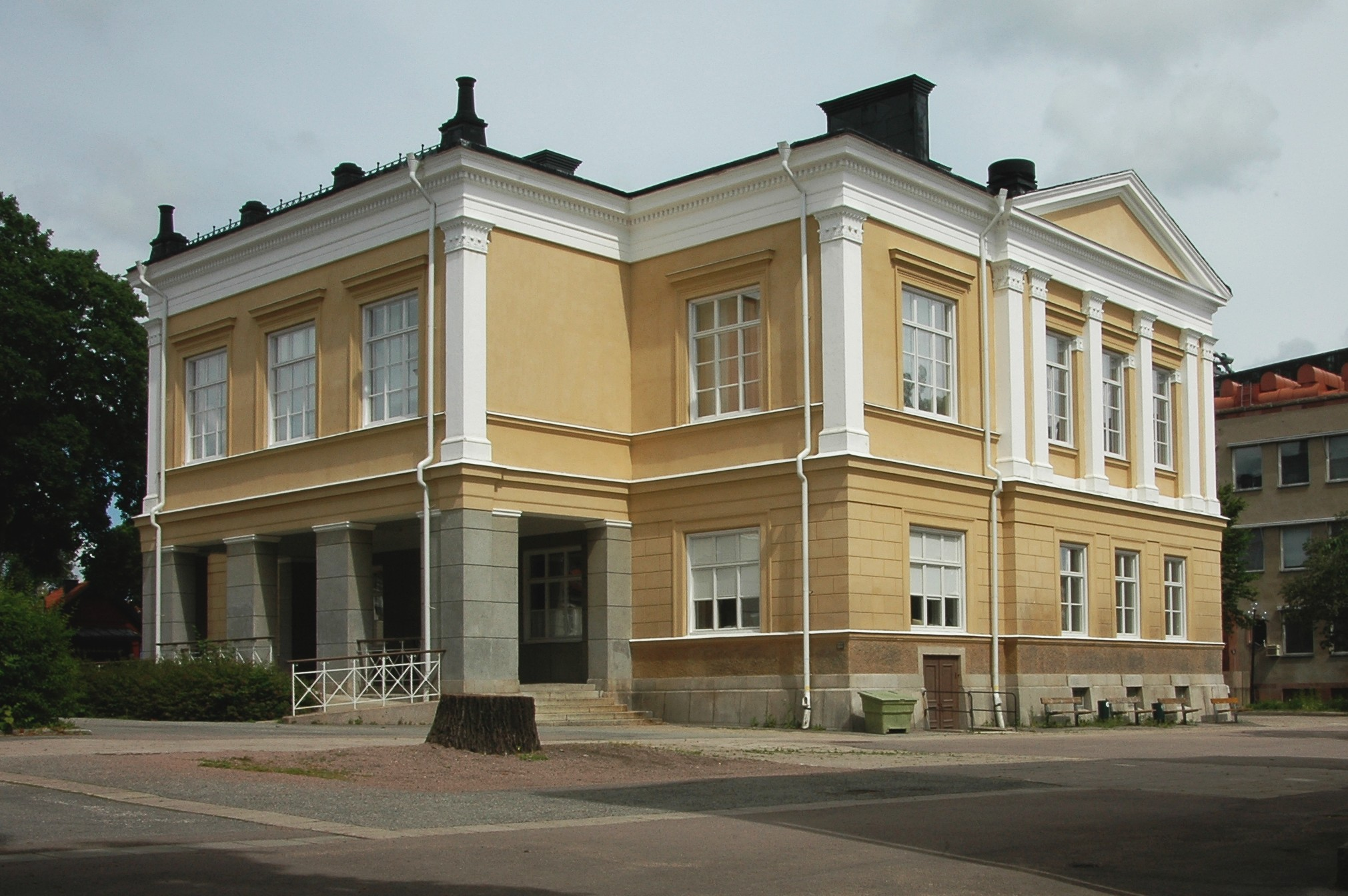
Rudbeckianska gymnasiet i Västerås, var Juslenius arbetsplats under ofärdsåren.

I likhet med de flesta finländska ämbetsmän flydde Juslenius sjöledes med sin fru och två barn till Sverige 1713. Han hade tänkt stanna i Pedersöre hos en anförvant, men då fienden ryckte norrut, måste han på höstvintern fly undan Norrbotten runt. Några dagar före färden norrut födde hans hustru ett barn, som dog snart. I fullkomligt utblottat tillstånd anlände Juslenius med sin familj till Stockholm i juli 1714. Minst 30 000 personer, vilket motsvarade knappt en tiondedel av den finländska rikshalvans befolkning, hade flytt över till moderlandet. Åland tömdes så gott som helt under dessa år. Det stora nordiska krigets flyktingar var svenska undersåtar och betraktades därför inte som främlingar. Bland de mera välbärgade fanns de som hade egendomar i Sverige att bosätta sig på och många av dem som haft stadiga tjänster i provinserna eller i Finland kunde omplaceras i den västra rikshalvan. Ett viktigt syfte med den väldiga flyktingmottagningen var just att dra tillbaka kronans funktionärer och ämbetsmän innan de hamnade under det fientliga Rysslands kontroll.
Genom en ansökan 1714 direkt hos Kungliga Majestät erhöll Juslenius följande år elokventie- och poeseoslektoratet vid gymnasiet i Västerås, där han öppnade sin verksamhet med talet De miseriis fennorum om eländet i Finland. Han skötte sin tjänst med stort nit och vann sina ämbetsbröders tillgivenhet, och tillträdde som gymnasiets rektor 1717. Han prästvigdes i Västerås stift 18 oktober 1720. Senare i livet mindes Juslenius med tacksamhet och glädje dessa år i Västerås.

## Tiden i Åbo och Borgå före Lilla ofreden

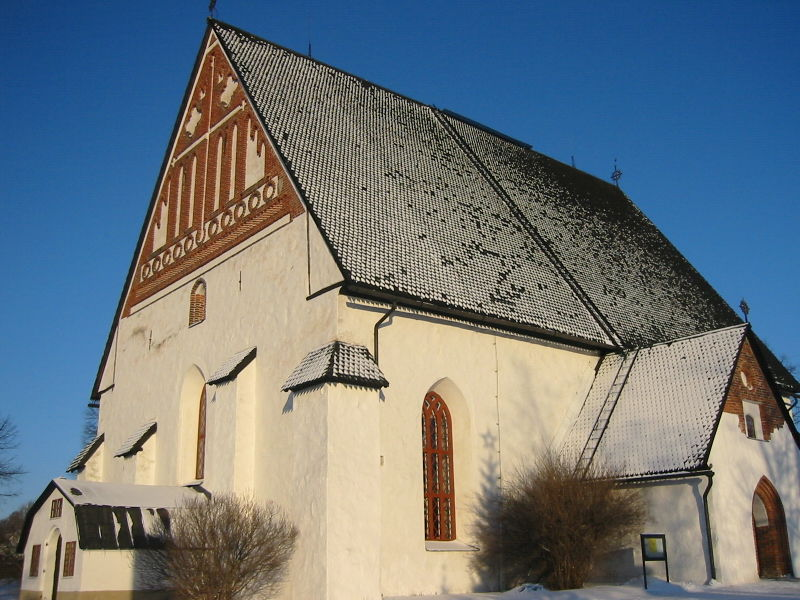
I Borgå domkyrka verkade Juslenius som biskop 1734–1742.

Efter Freden i Nystad återvände Juslenius 1722 till sin födelsebygd och återtog professuren i Åbo. När han återvände var han som sagt prästvigd och avlönades som Lundos kyrkoherde 1722, blev 1725 kyrkoherde i den finska församlingen i Åbo och var medlem av domkapitlet i Åbo 1722–1734. Juslenius hade språköra. Latin och svenska skrev han med stor ledighet, finskan hade han god kännedom i under en tid då den ej var helt färdigutvecklad i skriftlig form. Därutöver kunde han givetvis de språk – grekiska och hebreiska – han undervisade i. Professuren höll han ända fram till 1727, då han samma år vann befordran till teologiska fakulteten, först till tredje och sedan till andre teologie professor och blev teologie doktor 1732. I sin tjänst som teologisk professor utgav Juslenius endast en disputation, som omfattade 15 sidor, samt en stridsskrift i en teologisk diskussion som fördes med professor Algot Scarin vid akademin i början av 1730-talet. Som minne av tvisten kvarstår parternas förnämsta stridsskrifter i Christian Nettelbladts Schwedische Bibliothec, 5:te delen ss. 131–144 (Juslenius) och ss. 145–230 (Scarins). Saken dog bort, upplysningstiden hade ej som på 1600-talet något större intresse för ortodoxa religionstvister. Åren 1729–1730 var Juslenius akademiens rektor.
Han deltog vid riksdagarna i Stockholm som representant för prästeståndet 1731 och 1734.
1734 blev Juslenius biskop i Borgå stift. Då biskopsämbetena såväl i Åbo som Borgå år 1734 blev lediga, fick Juslenius vid valen första förslagsrummet i Åbo stift och i Borgå stift det andra. Juslenius önskade att utses till biskop i det senare stiftet. Domprosten i Borgå stift, som annars var tänkt för tjänsten, ansågs inte vara tillräckligt kraftfull för att sköta det vidsträckta och mycket försummade stiftet. Juslenius kom att göra långa resor i sitt stift, ivrade för folkundervisning och motarbetade vidskepelse och hedendom i Karelen, där han även bekämpade den grekisk-ortodoxa kyrkan och pietismen. Under det han med all flit verkade i detta sitt kall och för sedernas förbättring, attackerades Finland på ett nytt under Lilla ofreden av ryska trupper och Juslenius måste för andra gången fly över till Sverige 1742.

## Ett avslutande decennium i Sverige 1742–1752

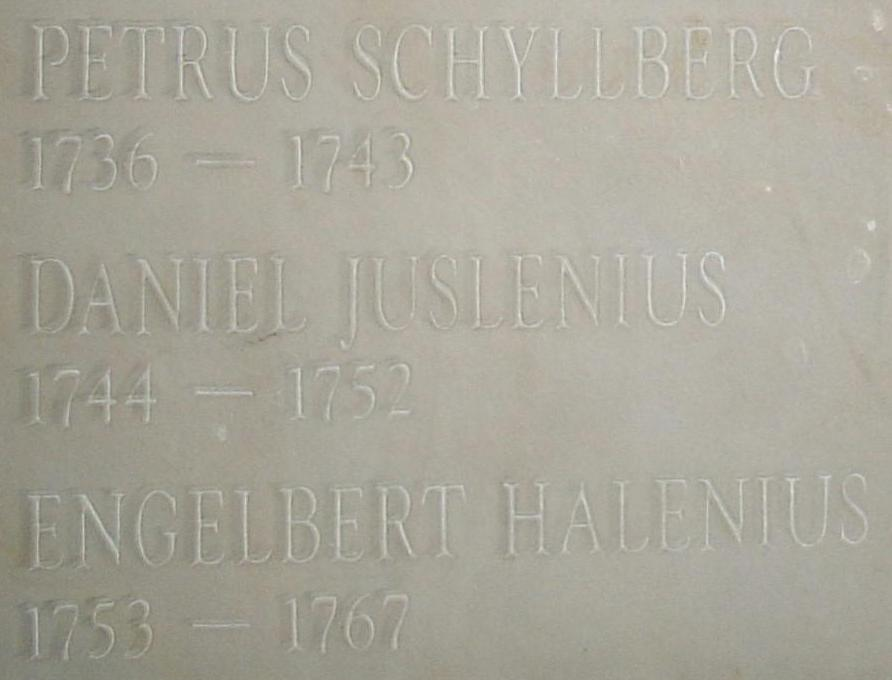
Skara stifts biskopslängd finns inristad i Skara domkyrkas vapenhus. Daniel Juslenius namn hittas emellan Petrus Schyllberg och Engelbert Halenius.

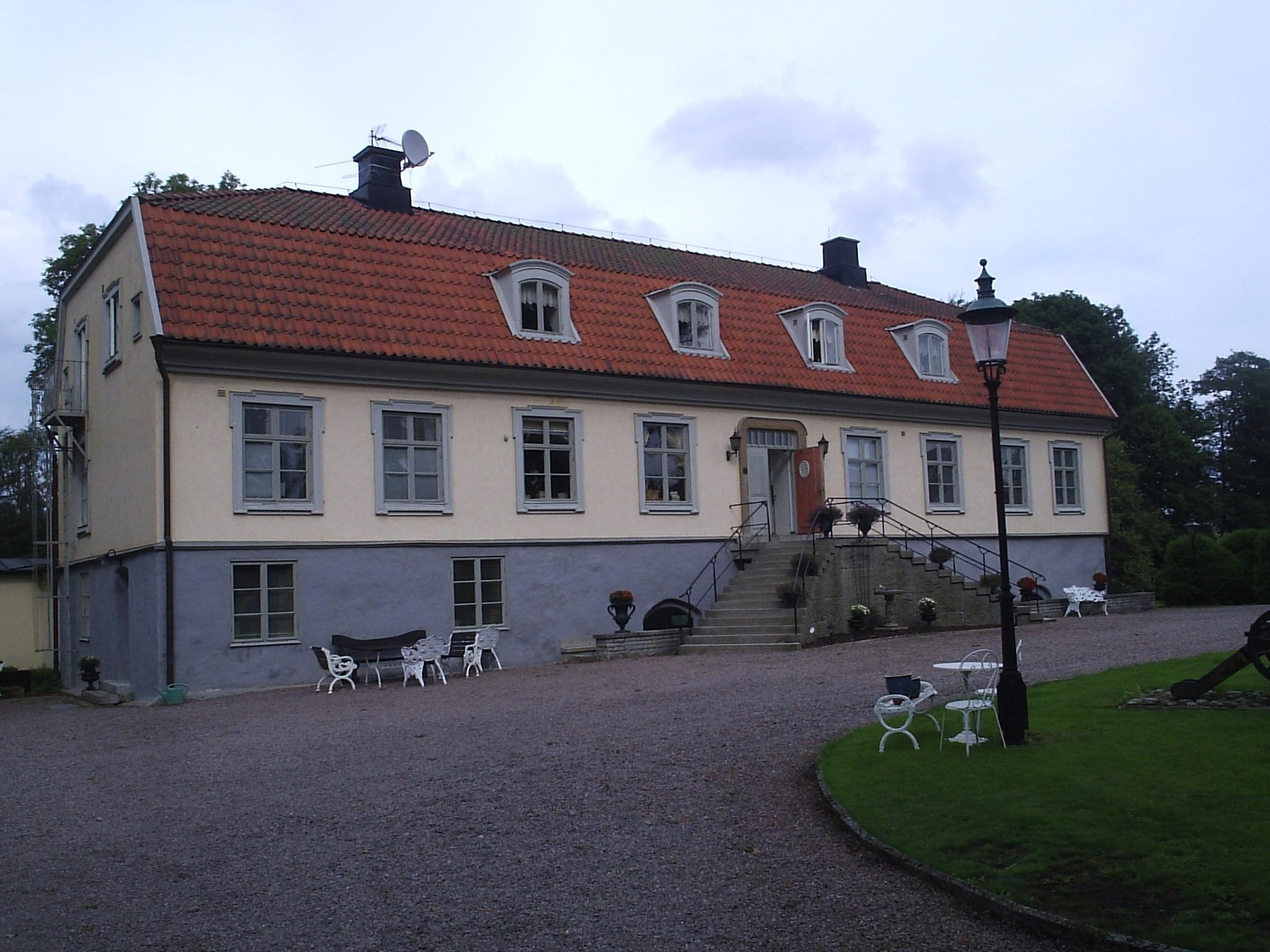
Brunsbo biskopsgård blev Daniel Juslenius sista hem.

Under kriget 1742 flydde Juslenius andra gången över till Sverige och återvände sedan inte mer till Finland. Han kom till Stockholm och deltog som medlem av prästeståndet i riksdagen 1742–1743, där han var medlem i sekreta utskottet. En riksdag där han också såsom medlem av rannsakningskommissionen var med och dömde generallöjtnanten Henrik Magnus von Buddenbrock och generalen Charles Emil Lewenhaupt till döden, med stöd av åtskilliga anförda bibelställen tillskrev han Buddenbrock felsteg i krigsoperationerna. Juslenius hade tidigare varit med vid flera andra riksdagar och representerade Skara stift så sent som på riksdagen 1751–1752.
Juslenius utnämndes 12 juni 1744 av prästerskapet i Skara stift till biskop i Skara, på grund av det stora anseende han hade skapat sig på båda sidor av Bottenhavet. Biskopen hade Tengene socken som prebende. Såsom stiftsstyresman i Skara bevakade Juslenius med allvar och oegennytta kyrkans angelägenheter, trots sin ålder skötte han sitt ämbete med omsorg och kraft. Juslenius besöktes av många av samtidens intellektuella, bland andra Carl von Linné som under sin Västgötaresa den 26 juni 1746 kom till biskopsgården Brunsbo. I sin resejournal skrev Linné:
"Brunsbo, biskopens säte låg en kvart ifrån Skara; här sökte jag att rekommendera historiam naturalem hos herr biskopen doktor Juslenius att för den studerande ungdomen läsas."
Intresset för Finland avtog inte under exilåren i Sverige på 1740-talet. I Brunsbo sammanställde Juslenius sitt livsverk Suomalaisen Sana-Lugun Coetus Jumalan avulla suurella työllä, pitkällä ajalla monen neuvolla Suomen kielen kunniaxi koottu Daniel Jusleniuselda, som vid sidan av alla andra tidigare skrivna alster av hans hand har gjort att man i Finland har betraktat Juslenius som en föregångare till Henrik Gabriel Porthan.
Från Åbotiden nämns Daniel Juslenius i Professorer och studenter. Berättelse från Åbo på 1660-talet (1888) av Rafael Hertzberg, tillsammans med bland andra Petrus Torpensis och studiekamraten Jacobus Petri Chronander.
Livsverket Suomalaisen sananlugun coetus som utkom 1745 i Åbo var en stor finsk-latinsk-svensk och svensk-finsk ordbok på 567 sidor. Suomalaisen sananlugun coetus (Finska ordaboks försök) var försett med en motsvarande svensk och latinsk titel. Det innehåller cirka 15 600 finska ord med översättning till svenska och latin. I slutet av arbetet ingår ett svenskt ordregister med hänvisningar till ordboken. Det är sålunda även ett svenskt-finskt lexikon. Orden är hämtade från alla finländska landskap, dock företrädesvis från sydvästra Finland. De flesta ord hade Juslenius själv samlat. Av andra personer hade han erhållit omkring 1 600 ord. Juslenius ordbok var ett unikum för samtiden, tidigare ordboksförsök, såsom E. Schroderus Lexicon latino-scondium av 1637 och Henr. Florinus Nomenclatura av 1678, var häften i jämförelse. Lexikonet utkom i 1000 exemplar och var i bruk ända till 1826, då Gustaf Renvalls ordbok utgavs. I en tid av 80 år fyllde det ensamt behovet av en finsk ordbok. 1746 publicerades Svebilius katekes på finska, vilken Juslenius översatt. Intill slutet av 1800-talet begagnades den vid barnundervisningen i Finland. Juslenius stannade kvar i Sverige till sin död och dog 1752 i Brunsbo, vid 76 års ålder.
Fyra söner överlevde fadern, tre av dem kom att vara verksamma i Finland, medan en son vid namn Samuel Juslenius (född 28 mars 1734 i Åbo, död 29 november 1809 i Skara) och med universitetsstudier i Uppsala och Lund, var verksam vid Skara gymnasium sedan 1774, blev lektor i filosofi där 1779. Åtminstone en dotter bodde i Finland, ty hennes son Jonas Carlstedt blev borgmästare i Lovisa 1789.

## Sista viloplatsen

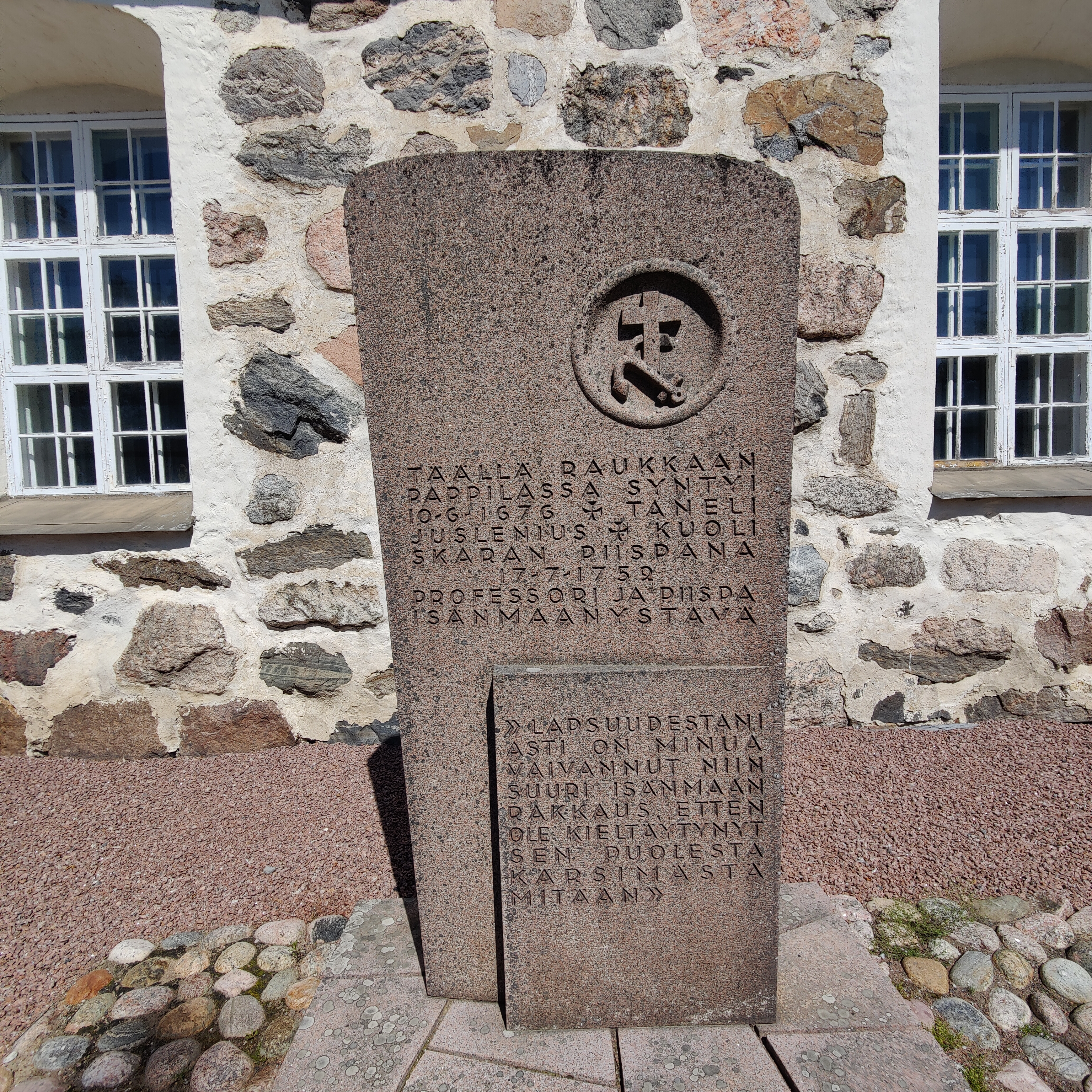
Minnessten över Daniel Juslenius i Mietois

Högsommaren 1752 blev Daniel Juslenius begravd i sin sockenkyrka i Skånings-Åsaka, där biskopsgården Brunsbo var belägen. Han hade låtit uppföra ett gravkor åt sig intill norra väggen, där ett epitafium av kalksten sattes upp med inhuggen gravskrift på latin. Översatt till svenska löd den långa och en aning svulstiga texten enligt följande:
”Här i kullen har jag Daniel Juslenius kvarlämnat mina ben, de kvarlevor, som jorden i sin tid skall ge tillbaka, men anden har befriad från omsorgerna höjt sig till stjärnorna, väl vetande, att återlösningens fröjder äro honom beredda. I Finland är jag bliven född 1676 och uppfostrad som ung man, då jag vistades i Åbo 1681 och därpå följande åren. Såsom professor prövade jag lärarverksamheten under åren 1712-1725. När jag sedan kom i landsflykt, hör ungdomen i Västerås med glädje mig tala 1715. Därefter kröner i Borgå den biskopliga huvudbonaden mitt huvud från år 1734. När jag återigen år 1742 genom hårda krigets drives bort från fädernelandets kuster, beder jag ödmjukt Gud att han vill upphöra att vredgas på mig. I sin mildhet hör han mig och sänder mig år 1744 till Västergötlands nejder, där Skara öppnar portarna för mig i min landsflykt och låter mig tjäna vid sitt altare. Återigen bekransas mitt grånande huvud med mitrans äretecken. Här nedlägges sedan mitran den 17 juli 1752, och den himmelska kronan väntar mig.”
Nedanför denna skrift är i relief uthuggen en i havet stående klippa. På denna står ett kors och ett ankare hakat fast vid korset. Under dessa inhuggna bilder fortsätter gravskriften:
”Här ovan bildas världens vågor och det ondas raseri och vrede. Berget som du ser, skall beteckna salighetens klippa. Ankaret betecknar hoppet. Den fasta klippan skall hjälpa mig. Detta ankare, som omfattar korset, visar, att tron finnes.”
Redan nio år efter begravningen förstördes gravkoret delvis eller helt, då man 1761 byggde ut kyrkan. En ny predikstolen sattes på den plats där den Juslenska gravkammaren hade funnits. Epitafiet blev kvar på sin gamla plats, men målades med tiden över i samma färg som övriga innerväggar. Medeltidskyrkan revs 1870 och redan 1873 stod den nuvarande kyrkan färdig. Juslenius epitafium hänger numera på sakristians vägg.